# Kerri Hoskins

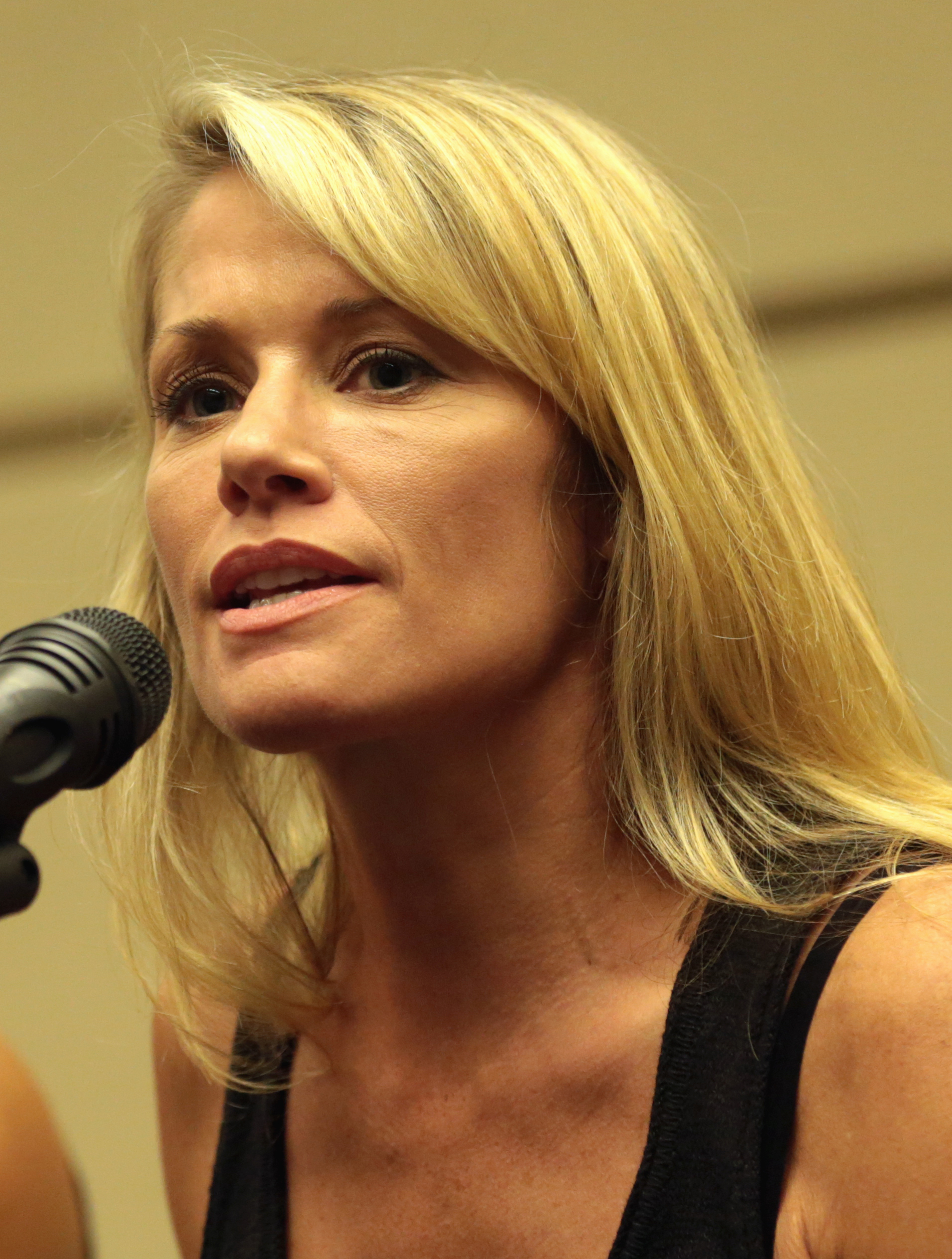
Kerri Hoskins (2017)

Kerri Ann Hoskins (* 20. Februar 1970 in Cambridge) ist ein US-amerikanisches Model und Schauspielerin.

## Leben
Kerri Hoskins wurde durch die Videospielfigur Sonya Blade in Mortal Kombat 3 bekannt. In dieser Rolle nahm sie an der Mortal-Kombat-Tour in den Vereinigten Staaten und in Europa teil. Zudem übernahm sie Sprecherrollen auch in anderen Videospielen von Midway Games, wie beispielsweise Revolution X, NBA Jam und NBA Showtime: NBA on NBC. Hoskins trainierte zwei Jahre lang die koreanische Kampfkunst Tang Soo Do und modelte für den Playboy. Im Oktober 2012 kandidierte Hoskins für einen Sitz im Gemeinderat von Kane County (Illinois).
2017 heiratete sie Sean Reavis. Das Ehepaar lebt in Batavia (Illinois).

## Auftritte
- 1993: NBA Jam (Cheerleader)
- 1994: Revolution X (Helga)
- 1994: Mortal Kombat 3 (Sonya Blade)
- 1994: Ultimate Mortal Kombat 3 (Sonya Blade)
- 1996: Mortal Kombat Trilogy (Sonya Blade)
- 1996: War Gods (Vallah)
- 1997: Mortal Kombat Mythologies: Sub-Zero (Kia)
- 1997: Mortal Kombat 4 (Sonya Blade)
- 1999: Mortal Kombat Gold (Sonya Blade, inklusiv Stimme)[6]
- 1999: NBA Showtime: NBA on NBC (selbst)
- 2003: NBA Jam 2004
- 2013: Killer Instinct (Maya)